# Kumluca
Kumluca è una città turca in Licia, situata sulla baia di Finike (Finike körfezi). Essa si trova a 94 km a ovest di Antalya, nella provincia di Antalya, ed è capoluogo dell'omonimo distretto.
La città, in passato un villaggio con il nome di Sarıkavak, prende il nome dal suo terreno sabbioso (kum significa sabbia in turco), ottimo per la coltivazione dei cocomeri.
Kumluca è oggi una città con economia puramente amministrativa e commerciale. L'area intorno a Kumluca (Beykonak - Mavikent) è considerata la fonte principale della frutta e verdura consumate ad Antalya. Per la maggior parte, in fattorie a conduzione familiare vengono coltivate verdure in serra (per lo più pomodori, cetrioli, zucchine, ecc.). Ci sono anche molti agrumeti dove si coltivano arance, limoni e mandarini. Kumluca si trova in una pianura ricca di acqua situata tra le propaggini dei monti del Tauro e il Mar Mediterraneo. Di conseguenza, in seguito a condizioni meteorologiche avverse l'area urbana è soggetta a inondazioni. Quasi l'intera pianura è coltivata con serre.
A Kumluca ogni venerdì c'è un mercato settimanale diviso in due sezioni. Il grande mercato ortofrutticolo coperto si trova nel centro della città, sulla strada per Antalya, mentre il mercato per i vestiti, ecc. è un po' fuori dal centro della città, vicino alla strada per Altınyaka. Ci sono collegamenti autobus per Antalya, Finike, Kale (Demre), Kaş e Fethiye, e autobus a lunga percorrenza. I minibus Dolmuş servono la città e la zona circostante.
Kumluca non è sviluppata in modo turistico come le città vicine (Kaş, Finike, Kemer).

## Storia
Negli ultimi anni dei Selgiuchidi di Rum, nella città furono coniate monete d'argento. Tra il 1282 e il 1302, la città coniò dirham sotto Kaykhusraw III, Kayqubad III, e Mesud II con nome della zecca Sarikavak (in arabo ساروقواق‎? ; Sārūqawāq).

## Siti antichi
Nelle vicinanze di Kumluca esistono i seguenti siti archeologici:
- Melanippe vicino a Karaöz (Karaöz Liman);
- Gagae a Mavikent;
- Coridala a ovest del centro di Kumluca: qui fu trovato nel 1963 il tesoro di Kumluca;
- Akaliassos e Saraycık (anticamente: Kitanaura) in montagna;
- Rodiapoli su una collina alla periferia di Kumluca (scavi);

Sulla strada che va da Kumluca a Turunçova c'è il ponte romano vicino Limira, lungo 360 m e finora ignorato, che è uno dei più antichi ponti ad arco del mondo, di eccezionale significato storico e tecnico.